# كأس محبة
كأس المحبة هو وعاء شرب مشترك يستخدم تقليدياً في حفلات الزفاف والمآدب. عادة ما يكون له مقبضان وغالباً ما يكون مصنوعاً من الفضة. غالباً ما تُمنح كؤوس المحبة كتذكار للفائزين في الألعاب أو المسابقات.